# Пресвитерианство
Пресвитериа́нство (англ. Presbyterianism от греч. пресвитер — «старейшина») — направление в протестантизме, признающее кальвинистскую теологию и отвергающее церковную иерархию (см. пресвитерианская система церковного управления). Исторически связано с английской традицией умеренного пуританства. 
Континентальным аналогом пресвитерианства является реформатская церковь.

## Основы пресвитерианства

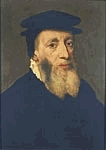
Джон Нокс

- Кальвинистская теология, в т. ч. идея двойного предопределения, символического характера двух таинств.
- Вестминстерское исповедание[2].
- Каноны Дортского синода (отвержение арминианства).
- Пресвитерианская система церковного управления, отвергающая власть епископов. Координацией церковной жизни ведает региональный Синод.
- Крещение детей.

## Пресвитерианство и реформатская церковь
Термины «реформатский» и «пресвитерианский» часто могут быть использованы как синонимичные. Их основанная на кальвинизме теология идентична, равно как и структура управления. Пресвитерианские церкви нередко входят в объединения реформатских церквей. Единственно, реформатскими традиционно называются континентальные церкви с богослужением на голландском (Нидерландская реформатская церковь) и французском (Реформатская церковь Франции) языках, тогда как пресвитерианство укоренено в британо-шотландской традиции. В этом смысле реформатская церковь древнее пресвитерианских церквей. Однако есть примеры, когда пресвитерианские церкви Британии в результате реорганизации принимают название реформатской церкви: Объединённая реформатская церковь (United Reformed Church).

## География
В настоящее время пресвитерианство распространено прежде всего в англоязычных странах:
- Великобритания: Церковь Шотландии, Свободная пресвитерианская церковь Шотландии, Пресвитерианская церковь Уэльса[4], Пресвитерианская церковь Ирландии[5];
- Соединённые Штаты Америки: Пресвитерианская церковь (США);
- Канада: Объединённая церковь Канады;
- Австралия: Пресвитерианская церковь Виктории;
- ЮАР: Пресвитерианская церковь Африки[6];
- Малави: Пресвитерианская Церковь Центральной Африки (CCAP; Church of Central Africa Presbyterian)[7];
- Кения: Пресвитерианская церковь Вост. Африки[8].

Помимо англоязычного мира пресвитерианство пустило глубокие корни в Корее:
- Республика Корея: Пресвитерианская церковь Кореи Тхонхап[9].

## История пресвитерианства

### Пресвитерианство в Шотландии
Основоположником пресвитерианства является ученик Кальвина Джон Нокс, который возглавил Реформацию в Шотландии в 1560 году, когда шотландский парламент принял «пресвитерианский символ веры». В основу новой церковной организации были положены автономные церковные приходы («конгрегации»), подчиняющиеся десяти назначаемым государством суперинтендентам. Верховным органом пресвитерианской церкви стала генеральная ассамблея шотландского духовенства и мирян.
Дальнейшее развитие пресвитерианства связано с именем Эндрю Мелвилла (1545—1622), который отстаивал позицию полной независимости церкви от государства и усиления автономии приходских церквей. Под его влиянием была принята новая «Книга послушания», в шотландской церкви были созданы пресвитерии — специальные органы церковного самоуправления на уровне приходов, включающие пасторов, богословов и пресвитеров (избираемых пожизненно авторитетных и благочестивых прихожан). Государство было отстранено от участия в назначении духовенства. Пресвитерианское устройство Церкви Шотландии было формально узаконено в 1592 г.
«Вестминстерское исповедание», принятое в 1647 году, зафиксировало основные догматы пресвитерианства. После Славной революции 1688 года Акт о веротерпимости (1690 год) утвердил пресвитерианство в качестве государственной религии Шотландии.
В настоящее время крупнейшая шотландская пресвитерианская организация носит название «Церковь Шотландии» и насчитывает более одного миллиона членов. 
Также существует ряд других, например Свободная пресвитерианская церковь Шотландии.

### Пресвитерианство в Англии
Реформация в Англии началась в 1534 году, однако благоволение короля Генриха VIII привело к сохранению церковной иерархии, что стало отличительной особенностью англиканства. Католическая реакция в годы правления Марии Тюдор (1553-1558) привела к радикализации протестантизма. В годы правления Елизаветы (1559-1603) в Великобритании утвердилось англиканство, тогда как пресвитерианство уже сформировалось в соседней Шотландии.
В Англии первым пресвитерианином считается Томас Картрайт, который начал проповедовать пресвитерианскую форму организации церкви с 1570 года. Это вызвало негативную реакцию со стороны властей. В 1582 году в Англии был собран первый пресвитерианский синод. За английскими протестантами-диссидентами закрепилось общее обозначение «пуритане», к которым относились как пресвитериане, так и индепенденты (из последних выделились баптисты).
В годы Английской революции в 1642 году пресвитериане заняли прочные позиции в английском парламенте и на некоторое время упразднили англиканство, в 1647 году было принято Вестминстерское исповедание. Однако после Реставрации Стюартов в 1660 году пресвитериане в Англии были разгромлены, а англиканство восстановлено.
Только в 1996 году под влиянием Свободной церкви Шотландии появилась Евангелическая пресвитерианская церковь Англии и Уэльса и Объединённая Реформатская церковь (более 150 тысяч членов).

### Пресвитерианство в Ирландии
В период правления Якова I (1603—1625) значительная часть шотландцев переселилась в Ирландию, прежде всего в Ольстер, где основала в 1642 году Пресвитерианскую церковь в Ирландии, которая в настоящее время является второй по численности религиозной организацией Северной Ирландии, насчитывая более 130 тысяч членов.

### Пресвитерианство в Северной Америке
Исторически пресвитерианство не преобладало в Северной Америке. Поначалу там тон задавали конгрегационалисты. Первая пресвитерианская община появилась в 1706 году в Филадельфии, на основе которой в 1717 возник Синод Филадельфии (Synod of Philadelphia). После образования США в 1789 году была образована Пресвитерианская церковь в США («Presbyterian Church in the United States of America»). В 1861 году появилась еще одна «южная» Пресвитерианская церковь в США (Presbyterian Church in the United States). В 1983 году обе церкви объединились в объединенную Пресвитерианскую церковь («Presbyterian Church (USA)») c штаб-квартирой в Луисвилле. Общая численность пресвитериан в США составляет около четырёх миллионов человек.
Первый пресвитерианский священник (капеллан Роберт Макферсон) появился на территории Канады в 1759 году. В 1818 году была создана Объединенная Пресвитерия Канад, а 1833 году был создан «Синод Новой Шотландии» в составе «Церкви Шотландии». Помимо шотландцев в состав пресвитериан влились французские гугеноты. В 1875 году четыре пресвитерианские юрисдикции объединяются в Пресвитерианскую Церковь Канады. В 1925 году значительная часть пресвитериан влилась в состав «Объединенной церкви Канады». В современной Канаде пресвитерианами считают себя около 1.4 % населения.

### Пресвитерианство в Африке
Шотландские пресвитериане впервые прибыли в Южную Африку в 1812 году.

### Пресвитерианство в Корее
В 1885 году в Корее появился американский миссионер-пресвитерианин Гораций Аллен, благодаря которому к 1907 году появилась «Пресвитерианская церковь Кореи». Еще в 1901 году в Пхеньяне была открыта «Пресвитерианская духовная семинария». В годы японской оккупации (1910 — 1945) пресвитерианство сомкнулось с корейским национально-освободительным движением. Корейская война и образование КНДР привело к концентрации пресвитериан в Южной Корее. В 1959 корейские пресвитериане разделились на «Тонхап» и «Хапдонг». К настоящему времени половина южнокорейских христиан (ок. 10 млн.) — пресвитериане. Духовным авторитетом корейских христиан является шотландский реформатор Джон Нокс.

## Доктрина пресвитерианства
Основы пресвитерианского вероучения изложены в Вестминстерском вероучении 1647 года. Помимо общих для всех кальвинистских церквей догматов о божественном предопределении и спасении через веру, пресвитерианство отличается повышенным вниманием к крещению как вступлению в сообщество верующих, особенным значением, придаваемым групповому пению псалмов, общим причастием как для духовенства, так и для мирян. Пресвитериане отрицают необходимость посредничества церкви между верующим и Богом, а также канонизацию святых и церковные таинства, кроме крещения и причастия, причём отрицается реальное присутствие Иисуса Христа в хлебе и вине, которым совершается обряд причастия. Обрядовая жизнь сводится к молитвам, проповеди пастора, пению псалмов. 
Браки благословляются на дому, над умершими на дому прочитывается молитва. Отменены литургии и все католические праздники, кроме воскресенья. 
Также не практикуется коленопреклонение при причастии. В богослужении отсутствует литургия и пышные облачения священников. Большое значение имеют проповеди, особенно воскресные. Пресвитериане уделяют повышенное внимание образованию и постоянному изучению Священного Писания, теологических сочинений и пресвитерианской доктрины, сформулированной в символах веры и катехизисах.

## Организация пресвитерианства
В организационном плане базовой ячейкой церкви является церковный приход, управляемый конгрегацией (или «сессией»), в состав которой входят пасторы, ответственные за богослужения, организацию таинств и обучение, а также выборные из состава прихожан мирские «старейшины». В обязанности конгрегаций входят также организация общественных работ и благотворительность. Несколько конгрегаций объединяются в пресвитерии, в которые также наряду с церковнослужителями входят и авторитетные миряне, избираемые конгрегациями.
Пресвитерии посылают своих представителей на проходящие регулярно генеральные ассамблеи (или генеральные синоды) пресвитерианских церквей. Генеральные ассамблеи обладают правом законотворчества в церковных вопросах и одновременно являются высшей судебной инстанцией по церковному праву.
В некоторых странах (Канада, Австралия, США) промежуточным звеном между пресвитериями и генеральной ассамблеей являются синоды. Отличием пресвитерианской организации церкви является отсутствие епископов.